# Pomnik Kazimierza Kamieńskiego w Wysokiem Mazowieckiem
Pomnik ku czci kpt. Kazimierza Kamieńskiego „Huzara” i jego żołnierzy z oddziałów partyzanckich Obwodu AK-AKO-WiN Wysokie Mazowieckie oraz 6 Brygady Wileńskiej AK zlokalizowany jest na rogu ulicy 1 Maja i Ludowej w Wysokiem Mazowieckiem. Poświęcony został poległym żołnierzom i partyzantom w walce z reżimem komunistycznym w latach 1944-1953.
Pomnik powstał z inicjatywy Fundacji „Pamiętamy”, a odsłonięty został 18 listopada 2007 roku. Autorem i wykonawcą pomnika jest Marek Szczepanik, rzeźbiarz z Radomia, absolwent Akademii Sztuk Pięknych w Warszawie.

## Opis pomnika
Pomnik składa się z głazu-obelisku, trzech tablic oraz głazu z inskrypcją. Na obelisku widnieje następujący napis:

„Pamięci kpt. Kazimierza Kamieńskiego >>Huzara<< i jego żołnierzy z oddziałów partyzanckich Obwodu AK-AKO-WiN Wysokie Mazowieckie i 6 Brygady Wileńskiej Armii Krajowej poległych w latach 1944-1953. W walce z komunizmem oddali życie za niepodległość Polski i wolność człowieka".

{{Cytat}} Linki zewnętrzne: "źródło".
Na kamiennym głazie widnieje inskrypcja: „...Nie dajmy zginąć poległym” autorstwa Zbigniewa Herberta. Na bocznych tablicach wypisane zostały nazwiska żołnierzy z oddziałów „Huzara”.